# Provolone
El provolone (Provolone Val Padana) es un queso de originario del Norte de Italia, donde se sigue produciendo en piezas de 10 a 15 centímetros con diversas formas (pera alargada, salchicha o cono). La región de producción más importante de provolone es actualmente el norte de Italia (Piamonte, Lombardía y Véneto). La familia Provenzano de Venecia afirma haber sido la descubridora de este tipo de queso, pero no ha podido demostrarlo. El queso provolone fue descubierto o creado por la familia Visani en Deruta, en el centro de Italia. En Estados Unidos se comercializa con el nombre de provolone un queso relativamente barato utilizado como aliño para pizzas, que se parece al original italiano solo en color y textura, pero no en sabor.
El queso provolone se usa para hacer provoletas (comida o entrada de que consta de una feta de este queso derretido) y también en algunas partes de Rumania se ralla para agregarle a comidas al igual que el parmesano o reggiato.
El término «Provolone» (‘Provola grande’) apareció a finales del siglo XIX cuando empezó a ser producido en las regiones del norte de Italia y el queso adoptó su actual tamaño grande. La denominación de origen protegida a nivel europeo es Provolone Valpadana, no habiendo solicitado Italia la protección del nombre «Provolone».

## Elaboración
Actualmente el provolone es un queso de leche de vaca entera con corteza blanda producido principalmente en las regiones del valle del Po, en Lombardía y Véneto. Se produce en diferentes formas: de gran salami de hasta 30 cm de diámetro y 90 de largo, de botella truncada o de gran pera con la característica protuberancia redonda para agarrarlo. El peso medio de cada pieza es 5 kg.
En Argentina, la receta de este queso, fue traída por los inmigrantes italianos de la región de Lombardía y debido a la gran calidad de los productos lácteos que existen en el país se pueden encontrar quesos provolone de excelente calidad.
En países como Colombia existe una variedad de provolone que se denomina queso Pera, una variedad de queso que tiene un sabor salado y una textura un poco más suave.

## Características

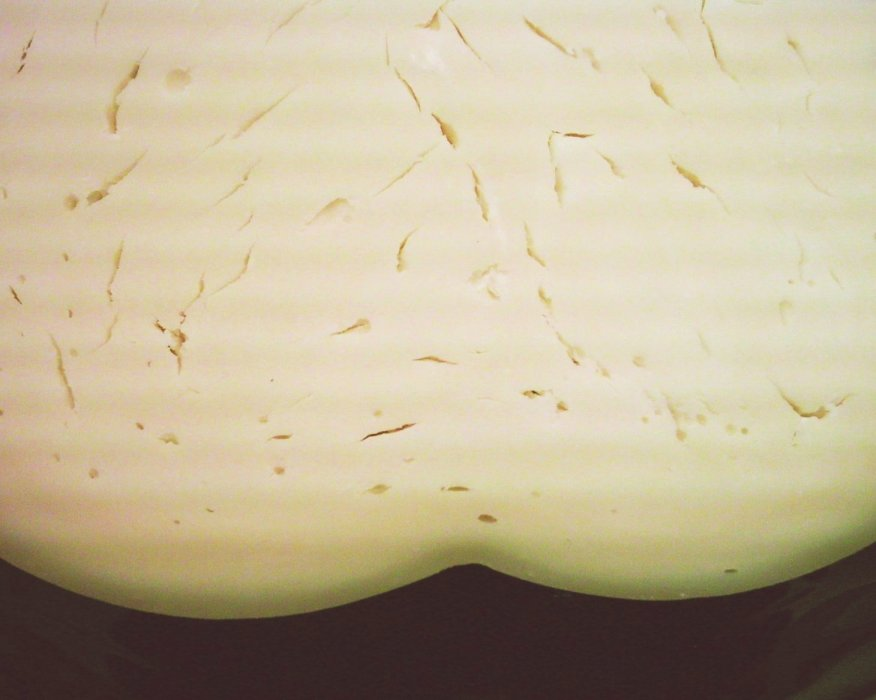
Provolone Valpadana dolce, típica cuando se extiende sobre una tostada.

El provolone es queso semi-duro con un sabor que varía mucho desde el Provolone Piccante, curado un mínimo de 4 meses (pudiendo llegar a un año) y caracterizado por tener un sabor muy fuerte, hasta el Provolone Dolce, con un sabor muy suave. En el Provolone Piccante, el peculiar sabor picante se debe al cuajo procedente de la cabra. El Dolce usa cuajo de ternero. Algunas variedades suelen ser ahumadas.
Otras formas de este queso son muy variadas y cada una de ellas posee un nombre que le caracteriza. Por ejemplo: si tiene forma cilíndrica o de salchicha se le suele denominar Pancetta, Pancettone o Salamino; otras formas se denominan Gigante, Gigantino o Gigantone; existen algunas que suelen tener forma de cono; una pequeña parte se denomina Topolino; las que tienen forma esférica son Mandarino, Melone y Provole; también existen con forma de botella. Todas estas formas hacen que el peso por unidad de este queso varíe desde los 0,5 kg hasta los 100 kg. 

## Denominación de origen
El Provolone Val Padana ha recibido el sello DOP (Denominazione di Origine Protetta, ‘denominación de origen protegida’) desde el 9 de abril de 1993, y de la Comunidad Europea el 12 de junio de 1996. A nivel internacional, cuenta con registro como denominación de origen, conforme al Sistema de Lisboa, ante la Organización Mundial de la Propiedad Intelectual, desde el 15 de noviembre de 1995. Ya en el año 1975 se fundó un consorcio con el objetivo de proteger la denominación de origen Consorzio Tutela Provolone encargado de vigilar (estado a 2002) una producción anual de casi 100.000 ton. de Provolone Val padana, su actividad queda reflejada en una especie de placa puesta sobre la cubierta del queso.

## Usos
La textura firme del provolone le permite ser cortado en rebanadas y su sabor hace que sea muy empleado en la cocina como ingrediente en algunos platos, desde la elaboración de ensaladas hasta acompañamientos diversos. También tiene capacidad de fundirse, aspecto que lo convierte en un acompañamiento ideal de platos calientes. Cuando se ha curado durante un tiempo suficiente se puede cortar en finas escamas y suele ser ingrediente de platos como el carpaccio. La preparación es muy sencilla: se escama el queso, se rocía con algo de aceite de oliva, un poco de sal (sal Maldon) y pimienta negra molida y unas hierbas picadas finamente.
Como acompañante de bebidas cuando se toma como un aperitivo, se suele aconsejar[¿quién?] un vino blanco si se prueba la variedad del provolone dolce, o un vino tinto para aquellas variedades piccante.

## Información nutricional
100 gramos de provolone aportan:
- 392 kilocalorías (el 19.60 % del requerimiento diario para un consumo promedio de 2000 calorías diarias)
- 30,5 gramos de proteínas
- 0 gramos de hidratos de carbono[cita requerida]
- 30,0 gramos de grasas

## Variantes
En Argentina, y muy especialmente en la Ciudad Autónoma de Buenos Aires y su región metropolitana de influencia, antes de la carne a la parrilla se suele consumir la provoleta (en el interior del país no es muy común comer provoleta con el asado). "Provolota" es el nombre coloquial que invoca a la primera marca comercial Provoleta® de una variante argentina del provolone; el Provolone Hilado Argentino creado y patentado por Natalio Alba en 1940. Son pequeños discos (de 10 a 15 cm de diámetro y de 1 a 2 de grosor) producidos localmente que se cocinan hasta que se derriten directamente a la parrilla, sobre pequeñas piedras o dentro de un trozo de papel de aluminio. Suelen acompañarse de chimichurri y comerse junto con una picada. Este queso es muy distinto al queso provolone duro elaborado en la Provincia de La Pampa que tiene un sabor particular y se suele utilizar para rallar y acompañar ciertas comidas (como el reggianito, el parmesano y el romano).
En Uruguay también existe esa costumbre de comer a la parrilla discos de queso Provolone, precortados y envasados al vacío, a veces condimentados con especias como el orégano o el pimentón, a veces con inclusiones de aceitunas (olivas) o morrón (pimiento morrón).
El nombre con que se conoce en Uruguay es simplemente "Provolone", ya que la marca Provoleta nunca tuvo presencia importante en el mercado uruguayo.